# Данијела Вранић
Данијела Вранић (Шабац, 7. новембар 1975) српска је поп-фолк певачица.
Завршила је Универзитет Браћа Карић, одсек Банкарство. Свој први албум издала је за Гранд продукцију.

## Дискографија
Албуми
- Да не види она (2006) Гранд продакшн
- Пожели ме у поноћ (2012) Сити Рекордс

Синглови
- Еј да си мој (2001) Муф + бобан интернационални фестивал Зрењанин
- Реци да ил не (2001) Будвански фестивал
- Богата позната (2003) Беовизија 2003.
- Преко свега (2004) Сунчане скале
- Тело уз тело (2004) Беовизија 2004.
- Нико као ти (2008) дует са Аца Лукас
- Немој да ме жалите (2010)
- Повуци реч (2014) Пинк мјузик фест

### Спотови
| Спот               | Година | Режисер         |
| ------------------ | ------ | --------------- |
| Не могу годинама   | 2006   | Дејан Милићевић |
| Да не види она     | 2007   | —               |
| Ти ми ниси сигуран | 2007   | Ведад Јашаревић |
| Нико као ти        | 2008   | Ведад Јашаревић |
| Немој да ме жалите | 2010   | Ведад Јашаревић |
| Харфа              | 2013   | Visual Infinity |